# Чемпіонат світу зі стрільби з лука 2011

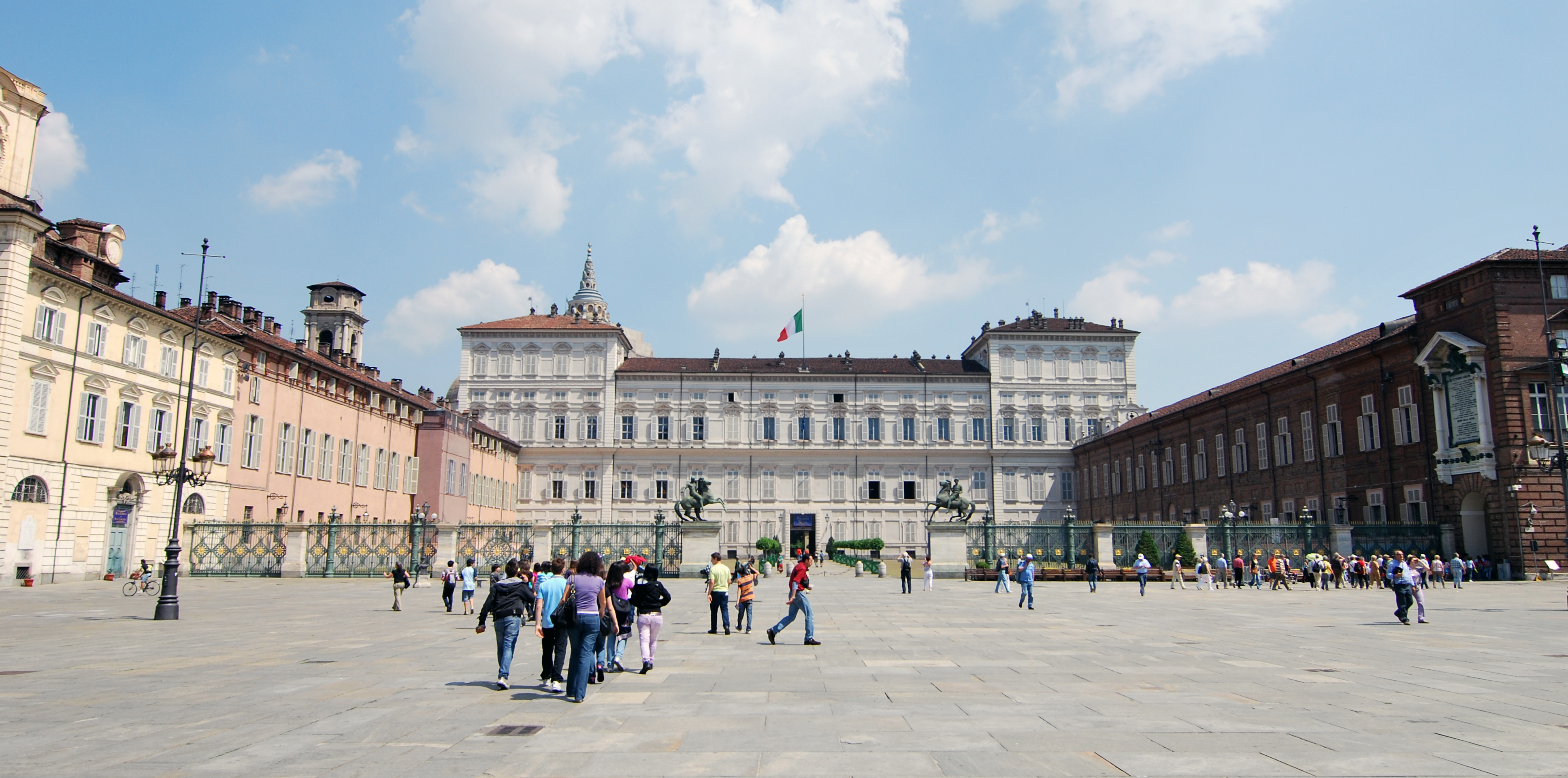
П'яцца Кастелло — місце проведення фіналів.

46-й Чемпіонат світу зі стрільби з лука пройшов з 2 по 10 липня 2011 року у місті П'яцца Кастелло (Італія. Турнір організований Міжнародною федерацією стрільби з лука (FITA). Всього на першості планети буде розіграно 10 комплектів нагород — по 5 у кожному з видів луків — класичному та блочному.

## Медалісти

### Класичний лук
| Дисципліна                       | Золото                                                   | Срібло                                                     | Бронза                                                |
| -------------------------------- | -------------------------------------------------------- | ---------------------------------------------------------- | ----------------------------------------------------- |
| Індивідуальні змагання, чоловіки | Кім Ву Джин Південна Корея                               | О Джин Хєк Південна Корея                                  | Брейді Еллісон США                                    |
| Індивідуальні змагання, жінки    | Південна Корея О Джин Хєк Кім Ву Джин Im Dong-Hyun       | Франція Гаель Превост Джин-Чарльс Валладон Ромейн Гіруїлле | Італія Мішель Франджиллі Марко Гальяццо Мауро Несполі |
| Командні змагання, чоловіки      | Денісс Ван Ламоен Чилі                                   | Крістін Есабуа Грузія                                      | Фан Ютін КНР                                          |
| Командні змагання, жінки         | Італія Наталья Валеєва Гундаліна Сарторі Джессіка Томасі | Індія Діпіка Кумарі Лайшрам Бомбайла Деві Чекроволу Свуро  | Південна Корея Хан Гйон Хі Джун Дасомі Кі Во Бае      |
| Командні змагання, мікс          | Південна Корея Ім Дон Хюн Кі Бо Бае                      | Мексика Хуан Бене Серрано Аїда Роман                       | Велика Британія Лоренс Годфрі Емі Олівер              |

### Блочний лук
| Дисципліна                       | Золото                                            | Срібло                                               | Бронза                                                  |
| -------------------------------- | ------------------------------------------------- | ---------------------------------------------------- | ------------------------------------------------------- |
| Індивідуальні змагання, чоловіки | Крістофер Перкінс Канада                          | Джессі Бродвотер США                                 | Рео Вайлд США                                           |
| Індивідуальні змагання, жінки    | США Джессі Бродвотер Брейден Геллентьєн Рео Вайлд | Данія Мартін Дамсбо Торбен Йоганнессен Патрік Ларсен | Канада Крістофер Перкікнс Саймон Россью Дьєтмар Тріллус |
| Командні змагання, чоловіки      | Альбіна Логінова Росія                            | Паскаль Лебек Франція                                | Еріка Ансчуц США                                        |
| Командні змагання, жінки         | США Еріка Ансчуц Крісті Колін Джеймі Ван Натта    | Іран Віда Халімян Матаб Парсамер Шабнам Сарлак       | Венесуела Ольга Бош Лузмарі Гудез Ана Мендоза           |
| Командні змагання, мікс          | Італія Сергіо Пагні Марчелла Тоніолі              | Нідерланди Петер Елзінга Інге ван Каспел             | Південна Корея Чой Йон Хі Сеок Джі Хюн                  |

### Медальний залік
| Місце | Країна          | Золото | Срібло | Бронза | Загалом |
| ----- | --------------- | ------ | ------ | ------ | ------- |
| 1     | Південна Корея  | 3      | 1      | 2      | 6       |
| 2     | США             | 2      | 1      | 3      | 6       |
| 3     | Італія          | 2      | 0      | 1      | 3       |
| 4     | Канада          | 1      | 0      | 1      | 2       |
| 5     | Чилі            | 1      | 0      | 0      | 1       |
| 5     | Росія           | 1      | 0      | 0      | 1       |
| 7     | Франція         | 0      | 2      | 0      | 2       |
| 8     | Данія           | 0      | 1      | 0      | 1       |
| 8     | Грузія          | 0      | 1      | 0      | 1       |
| 8     | Індія           | 0      | 1      | 0      | 1       |
| 8     | Іран            | 0      | 1      | 0      | 1       |
| 8     | Мексика         | 0      | 1      | 0      | 1       |
| 8     | Нідерланди      | 0      | 1      | 0      | 1       |
| 14    | КНР             | 0      | 0      | 1      | 1       |
| 14    | Велика Британія | 0      | 0      | 1      | 1       |
| 14    | Венесуела       | 0      | 0      | 1      | 1       |

## Participating nations
На чемпіонаті представлені спортсмени з 87 країн.
| - Алжир (2) - Вірменія (5) - Австралія (7) - Австрія (6) - Азербайджан (3) - Бангладеш (9) - Бельгія (9) - Білорусь (6) - Бразилія (9) - Болгарія (4) - Канада (12) - Чилі (5) - КНР (6) - Кот-д'Івуар (3) - Колумбія (11) - Хорватія (5) - Куба (3) - Кіпр (6) - Чехія (9) - Данія (10) - Домініканська Республіка (1) - Еквадор (10) - Єгипет (6) - Сальвадор (6) - Естонія (12) - Фінляндія (12) - Франція (12) - Грузія (6) - Німеччина (12) | - Греція (10) - Велика Британія (12) - Гватемала (7) - Гонконг (1) - Угорщина (8) - Індія (12) - Індонезія (12) - Іран (12) - Ірак (6) - Ірландія (11) - Ізраїль (3) - Італія (12) - Японія (8) - Казахстан (8) - Кувейт (2) - Латвія (7) - Литва (8) - Люксембург (6) - Малайзія (6) - Маврикій (6) - Мексика (12) - Молдова (4) - Монголія (7) - Чорногорія (1) - Марокко (6) - М'янма (4) - Непал (3) - Нідерланди (12) - Нова Зеландія (8) | - Норвегія (8) - Філіппіни (6) - Польща (7) - Португалія (3) - Північна Корея (6) - Пуерто-Рико (6) - Катар (7) - Румунія (9) - Росія (12) - Сан-Марино (6) - Саудівська Аравія (4) - Сербія (6) - Сінгапур (11) - Словаччина (12) - Словенія (7) - ПАР (11) - Південна Корея (12) - Іспанія (12) - Шрі-Ланка (6) - Швеція (12) - Швейцарія (8) - Таджикистан (4) - Таїланд (8) - Туреччина (10) - Уганда (6) - Україна (6) - США (12) - Венесуела (12) |